# 科爾斯縣 (伊利諾伊州)
科爾斯縣（英語：Coles County）是美國伊利諾伊州東部的一個縣。面積1,321平方公里。根据美國2000年人口普查，共有人口53,196人。縣治查爾斯頓（Charleston）。
成立於1830年12月25日。縣名紀念第二任州長愛德華·科爾斯。